# 경초
경초(景初)는 중국 조위(曹魏) 명제(明帝)의 세 번째 연호이다. 237년 4월에서 239년까지 2년 9개월 동안 사용하였다. 239년 1월 명제의 뒤를 이어 즉위한 조방(曹芳)이 남은 11개월 동안 이어서 사용하였으며 240년에 개원(改元)하였다. 237년 3월에 역법을 바꿔 경초력을 사용한 것을 계기로 개원하였다. 경초력은 기존 역법의 2월을 정월로 하였기 때문에 청룡(靑龍) 5년 3월은 경초 원년 4월이 된다.
같은 시기에 사용된 다른 연호로는 촉한(蜀漢)에서 사용한 건흥(建興 : 223년 ~ 237년), 연희(延熙 : 238년 ~ 257년), 오(吳)에서 사용한 가화(嘉禾 : 232년 ~ 238년), 적오(赤烏 : 238년 ~ 251년), 연왕(燕王) 공손연(公孫淵)이 237년 7월부터 238년 8월까지 사용한 사연호(私年號) 소한(紹漢)이 있다.

## 개원
청룡(靑龍) 5년 4월 1일(237년 4월 12일)에 연호를 경초(景初)로 개원함.

## 연대대조표
| 경초                      | 원년            | 2년                 | 3년        |
| 서력                      | 237년           | 238년               | 239년      |
| 육십간지 (六十干支)       | 정사(丁巳)      | 무오(戊午)          | 기미(己未) |
| 촉한 (蜀漢)               | 건흥(建興) 15년 | 연희(延熙) 원년     | 2년        |
| 오(吳)                    | 가화(嘉禾) 6년  | 7년 적오(赤烏) 원년 | 2년        |
| 연왕(燕王) 공손연(公孫淵) | 소한(紹漢) 원년 | 2년                 | -          |

## 삭일(1일)
| 경초 원년 (237년) | 1월             | 2월             | 3월             | 4월             | 5월             | 6월             | 7월             | 8월             | 9월             | 10월            | 11월            | 12월            |                 |
| ----------------- | --------------- | --------------- | --------------- | --------------- | --------------- | --------------- | --------------- | --------------- | --------------- | --------------- | --------------- | --------------- | --------------- |
| 삭일(음력)        | 기해일 (己亥日) | 무진일 (戊辰日) | 정유일 (丁酉日) | 정묘일 (丁卯日) | 정유일 (丁酉日) | 병인일 (丙寅日) | 병신일 (丙申日) | 을축일 (乙丑日) | 을미일 (乙未日) | 갑자일 (甲子日) | 갑오일 (甲午日) | 계해일 (癸亥日) |                 |
| 율리우스력        | 237년 2월 13일  | 3월 14일        | 4월 12일        | 5월 12일        | 6월 11일        | 7월 10일        | 8월 9일         | 9월 7일         | 10월 7일        | 11월 5일        | 12월 5일        | 238년 1월 3일   |                 |
| 경초 2년 (238년)  | 1월             | 2월             | 3월             | 4월             | 5월             | 6월             | 7월             | 8월             | 9월             | 10월            | 11월            | 윤11월          | 12월            |
| 삭일(음력)        | 계사일 (癸巳日) | 임술일 (壬戌日) | 임진일 (壬辰日) | 신유일 (辛酉日) | 신묘일 (辛卯日) | 경신일 (庚申日) | 경인일 (庚寅日) | 경신일 (庚申日) | 기축일 (己丑日) | 기미일 (己未日) | 무자일 (戊子日) | 무오일 (戊午日) | 정해일 (丁亥日) |
| 율리우스력        | 238년 2월 2일   | 3월 3일         | 4월 2일         | 5월 1일         | 5월 31일        | 6월 29일        | 7월 29일        | 8월 28일        | 9월 26일        | 10월 26일       | 11월 24일       | 12월 24일       | 239년 1월 22일  |
| 경초 3년 (239년)  | 1월             | 2월             | 3월             | 4월             | 5월             | 6월             | 7월             | 8월             | 9월             | 10월            | 11월            | 12월            |                 |
| 삭일(음력)        | 정사일 (丁巳日) | 병술일 (丙戌日) | 병진일 (丙辰日) | 을유일 (乙酉日) | 을묘일 (乙卯日) | 갑신일 (甲申日) | 갑인일 (甲寅日) | 계미일 (癸未日) | 계축일 (癸丑日) | 임오일 (壬午日) | 임자일 (壬子日) | 임오일 (壬午日) |                 |
| 율리우스력        | 239년 2월 21일  | 3월 22일        | 4월 21일        | 5월 20일        | 6월 19일        | 7월 18일        | 8월 17일        | 9월 15일        | 10월 15일       | 11월 13일       | 12월 13일       | 240년 1월 12일  |                 |

## 같이 보기
- 중국의 연호